# اجوود (واشینگتن)
ادج وود (به انگلیسی: Edgewood) شهری در شهرستان پیرسی ایالت واشنگتن است که در سرشماری سال ۲۰۱۰ میلادی، ۹۳۸۷ نفر جمعیت داشته است.